# Ante Ledić
Ante Ledić (Aržano, 12. listopada 1939.) hrvatski političar i sportaš.

## Životopis
Nakon srednje škole u Splitu, završava Šumarski fakultet u Zagrebu. Od 1956. aktivno se bavi atletikom. Prvak Jugoslavije u skoku u dalj i desetoboju te doprvak Balkanskog prvenstva u skoku u dalj. Kasnije se uključuje u športsko boćanje te postaje višestruki momčadski prvak Zagreba i Hrvatske. 
Predsjednik Boćarskog kluba Zrinjevac od njegova osnutka i kojemu je od osnutka i izbornik hrvatskih boćarskih reprezentacija. Pridonosi razvoju i društvenom prihvatu hrvatskoga športa u cjelini, posebice košarke, atletike, streljaštva i šaha. Potiče športsko nakladništvo i izgradnju športskih objekata, kao što su Boćarski dom i Atletska dvorana na Prisavlju u Zagrebu.
Član je Hrvatskoga olimpijskog odbora u dva četverogodišnja mandata, trenutačno je na čelu Etičkog povjerenstva HOO-a. Nositelj je Nagrade Grada Zagreba za šport i državne Nagrade "Franjo Bučar". 
Od 1968. zaposlen je u Rasadniku Jankomir u Zagrebu. Rukovodi poslom objedinjavanja hortikulturnih komunalnih djelatnosti Grada Zagreba, iz kojih nastaje poduzeće "Zrinjevac". Tehnički je ravnatelj do 1988., kada je imenovan za glavnog ravnatelja. Organizira međunarodnu izložbu cvijeća "Floraart", kao i izložbu "Vino u Hrvata". Poduzeće "Zrinjevac" 1993. godine dobiva Nagradu Grada Zagreba, a 1996. Nagradu Državne uprave za zaštitu okoliša. U prosincu 2001. godine, unatoč peticiji zaposlenika "Zrinjevca", nije ponovno izabran za glavnog ravnatelja. 
Ugledan je hrvatski vinar i vinogradar, 1995. postaje član udruge Europskih vinskih vitezova. Društvo drevnih Zagrepčana proglašava ga 2001. počasnim građaninom Grada Zagreba. Jedan je od inicijatora i aktivan sudionik izgradnje višestranačkog sustava u Hrvatskoj (tzv. Plešivički sastanak 19. siječnja 1989. u Ledićevoj vikendici na Plešivici, na kojemu je formiran budući HDZ). Dragovoljac je u obrani Republike Hrvatske.
Godine 1995. Predsjednik Republike Hrvatske odlikuje ga Redom Danice hrvatske s likom Blaža Lorkovića za doprinos gospodarstvu, Spomenicom Domovinskog rata i Spomenicom domovinske zahvalnosti. 
Inicijator je i predsjednik Djelatnog odbora za izgradnju crkve Svete Mati Slobode, spomenika svima koji su u Domovinskom ratu poginuli za Hrvatsku.
U siječnju 2000. bio je kandidat za predsjednika Republike Hrvatske, a u prosincu iste godine osniva stranku Hrvatski demokršćani, koja se 2009. utapa u Hrvatsku demokršćansku stranku. Osnutkom Hrasta, ulazi u tu stranku.